# جبل ليامويغا
جبل ليامويغا هو بركان طبقي يبلغ ارتفاعه 1,156 مترًا (3,792 قدمًا) ويشكل الجزء الشمالي الغربي من جزيرة سانت كيتس. قمتهُ هي أعلى نقطة في جزيرة سانت كيتس، وفي اتحاد سانت كيتس ونيفيس، وفي جزر ليوارد البريطانية بأكملها، كما أنها واحدة من أطول القمم في أرخبيل شرق البحر الكاريبي. تعلو القمة فوهة بركانية بعرض كيلومتر واحد (0.6 ميل)، والتي كانت تحتوي فوهته البركانية على بحيرة ضحلة حتى عام 1959. اعتبارًا من عام 2006، أعيد تشكيل بحيرة الفوهة. آخر ثوران لهُ كان منذ حوالي 1800 سنة، في حين أن التقارير عن الانفجارات المحتملة في عامي 1692 و1843 تعتبر غير مؤكدة.
كان جبل ليامويغا يسمى سابقًا جبل البؤس. أُعيدت تسميته في تاريخ استقلال سانت كيتس، 19 سبتمبر 1983. ومع ذلك، لا يزال العديد من كبار السن يشيرون إليه باسم جبل البؤس. اسم ليامويغا مشتق من اسم كَلِنَغو Kalinago الذي كان تعرف فيه جزيرة سانت كيتس بأكملها، والذي يعني "الأرض الخصبة".
تُغطى سفوح الجبال بالأراضي الزراعية والقرى الصغيرة التي يصل ارتفاعها إلى 460 مترًا (1500 قدم)، وبعد ذلك تغطي الغابات المطيرة الاستوائية الكثيفة المنحدرات حتى تصل إلى الغابة الضبابية إلى ارتفاع 900 متر (3000 قدم). تُنظم العديد من الجولات والمشي لمسافات طويلة بصحبة مرشدين إلى ذروة القمة والغابات المطيرة المحيطة بها، وعادًة ما تبدأ من منطقة بلمونت في قرية سانت بول. من القمة ترى المناظر رائعة، بما في ذلك الجزيرة بأكملها والبحر الكاريبي الجميل، بالإضافة رحلة إلى جزر سابا وسينت أوستاتيوس وسانت بارتيليمي وسانت مارتن وأنتيغوا ونيفيس المجاورة.